# Édouard Souberbielle
Édouard Souberbielle (* 17. Juni 1899 in Tarbes; † 29. Januar 1986 in Clamart) war ein französischer Organist und Musikpädagoge.

## Leben
Édouard Souberbielle war ein Sohn des Advokaten und Amateurcellisten Adrien Souberbielle. Er wurde zuerst von seiner Mutter Thérèse Delmas unterrichtet, die Klavierschülerin von Élie-Miriam Delaborde am Pariser Konservatorium gewesen war. An der Schola Cantorum in Paris studierte er Komposition bei Vincent d’Indy und Orgel bei Maurice Sergent, Abel Decaux und Louis Vierne. Daneben besuchte er am Pariser Konservatorium die Klasse für Harmonielehre von Jules Moquet und nahm Orgelunterricht bei Eugène Gigout.
Seine Versuche als Komponist gab er trotz Ermutigung durch Maurice Ravel, Paul Dukas und seinen Jugendfreund Francis Poulenc bald auf. 1928 berief ihn d’Indy als Professor an die Schola Cantorum, wo er bis zum Ende des Zweiten Weltkrieges unterrichtete. Ab 1935 unterrichtete er zudem an der École César Franck, 1943 wurde er Nachfolger von Abel Decaux am Institut grégorien de Paris. Zu seinen Schülern zählen u. a. Michel Chapius, André Isoir, Francis Chapelet, Emmanuel de Villèle, Antoine Sibertin-Blanc, Jean-Albert Villard, Michel Jollivet und Nicolas Gorenstein.
Als Organist wirkte Souberbielle an den Pariser Kirchen Notre-Dame-de-la-Croix und St-Léon, später an St-Ambroise und schließlich an St-Pierre-de-Chaillot und St-Joseph des Carmes. Verdient machte er sich als Interpret der Werke Olivier Messiaens, Jean Langlais’ und Jehan Alains. Als Kenner der gregorianischen Musik gehörte er in den 1960er Jahren zu den Gründern der Vereinigung Una Voce um Henri Sauguet. Mit Maurice Duruflé und Albert Faverais gründete er 1963 das Syndicat National des Musiciens des Cultes.
Souberbielle war mit Madeleine Bloy, einer Tochter des Schriftstellers Leon Bloy verheiratet. Ihr Sohn Léon Souberbielle wurde gleichfalls als Organist bekannt. Auch der Enkel Jean-Christophe Souberbielle schlug eine Laufbahn als Organist ein, der Enkel Alexis Galperine ist Geiger.
Édouard Souberbielle verstarb 1986 in Clamart im Alter von 86 Jahren.